# Plaigne
Plaigne é uma comuna francesa na região administrativa de Occitânia, no departamento de Aude. Estende-se por uma área de 13,19 km². Em 2010 a comuna tinha 116 habitantes (densidade: 8,8 hab./km²).